# Stora Skåltjärnen (Ovanåkers socken, Hälsingland)
Stora Skåltjärnen är en sjö i Ovanåkers kommun i Hälsingland och ingår i Ljusnans huvudavrinningsområde. Sjön har en area på 0,0925 kvadratkilometer och ligger 345,4 meter över havet.

## Delavrinningsområde
Stora Skåltjärnen ingår i det delavrinningsområde (682360-149050) som SMHI kallar för Mynnar i Ullångsån. Medelhöjden är 345 meter över havet och ytan är 15,77 kvadratkilometer. Det finns inga avrinningsområden uppströms utan avrinningsområdet är högsta punkten. Vattendraget som avvattnar avrinningsområdet har biflödesordning 4, vilket innebär att vattnet flödar genom totalt 4 vattendrag innan det når havet efter 108 kilometer. Avrinningsområdet består mestadels av skog (93 procent). Avrinningsområdet har 0,3 kvadratkilometer vattenytor vilket ger det en sjöprocent på 1,9 procent.